# Jim Dutton
James Benjamin «Jim» Dutton (21 de febrero de 1954) es un exmilitar británico que alcanzó el rango de teniente general. Se desempeñó como uno de los comandantes de las fuerzas británicas en las guerras de Irak y Afganistán. Ejerció la gobernación de Gibraltar desde el 19 de septiembre de 2013 hasta el 19 de enero de 2016. Asumió el cargo en pleno conflicto diplomático entre España y el Reino Unido por el peñón

## Biografía

### Carrera militar
Tras no superar el proceso de selección en el Ejército británico, postuló a la Marina Real donde fue admitido y puesto en servicio en 1972. Sirvió como oficial en la guerra de las Malvinas y, después de desempeñar una variedad de puestos, fue ascendido a comandante en 1990. Tras ocupar varias posiciones, intercaladas con capacitaciones militares, Dutton tuvo el mando el Comando 40 entre 1996-1998, y llevó a cabo la implementación de ejercicios prolongados en el sudeste de Asia y África del Sur.
Además de su ascenso a general de brigada, fue nombrado director de Política de la OTAN en el Ministerio de Defensa, responsable de la OTAN y la política de seguridad europea occidental. En 2001, fue alumno en el Royal College de Estudios de Defensa, y tras los atentados del 11 de septiembre de 2001, se trasladó a Washington D. C. como jefe oficial de Defensa Personal para el presidente de la Comisión Mixta de Jefes del Estado Mayor en el Pentágono.
Fue el comandante de la Brigada de Comandos 3 desde julio de 2002 a mayo de 2004. En 2003 lideró las operaciones en el Medio Oriente. En 2004, Dutton realizó junto a la brigada un proceso de entrenamiento en ambientes helados en Noruega, después de lo cual fue ascendido a mayor general y nombrado comandante de las Fuerzas Anfibias del Reino Unido y comandante general de la Infantería de Marina Británica (CGRM). Regresó a Irak en 2005 al mando de la División Multinacional (SE), con sede en Basora. Dejó el CGRM en junio de 2006 y por un breve periodo de tiempo, ocupó la posición de jefe de Estado Mayor (en el área de capacitación) en la sede de la flota británica. En febrero de 2007, fue nombrado jefe de Estado Mayor (área de operaciones) en la sede permanente conjunta del Reino Unido.
Ascendido a teniente general en octubre de 2008, es nombrado comandante adjunto de la Fuerza Internacional de Asistencia para la Seguridad (ISAF).

### Gobernador de Gibraltar
El 19 de septiembre de 2013 fue nombrado Gobernador de Gibraltar en medio de las tensiones con España, sucediendo al entonces gobernador Adrian Johns. El problema diplomático surgió a finales de julio, cuando las autoridades de Gibraltar lanzaron bloques de hormigón en las aguas que rodean el Peñón para crear un espigón destinado supuestamente a regenerar la pesca. Dutton admitió sentirse honrado de servir como gobernador de Gibraltar debido a la histórica conexión entre la Marina británica y Gibraltar, y confiado de poder poner al servicio del cargo su experiencia tanto militar como comercial.
El 19 de enero de 2016 fue sucedido por el Teniente General Edward Grant Martin "Ed" Davis en el cargo.

## Vida personal
Está casado con Elizabeth Waddell con la que tiene dos hijos. El varón está sirviendo como un oficial de los Royal Marines